# 诺基亚N93i
Nokia N93i是一款诺基亚出品的商务拍照手机。此機種為改良N93的後繼品，體積和重量皆較N93為縮小。